# Доказ (фільм)
«Доказ» (англ. Proof) — художній фільм-драма, знятий у 2005 режисером Джоном Медденом.

## Зміст
Кетрін (Гвінет Пелтроу) доглядає за своїм батьком (Ентоні Хопкінс) — великим математиком, який збожеволів. Коли він помирає, його найкращий студент (Джейк Джилленхол) розбирає його записи, сподіваючись знайти серед них відкриття. Кетрін вважає, що він намагається вкрасти ідеї її батька. Її сестра Клер (Хоуп Девіс) приїжджає з Нью-Йорка і починає сумніватися в адекватності самої Кетрін.

## Ролі
| Актор            | Роль                                 |
| ---------------- | ------------------------------------ |
| Гвінет Пелтроу   | Кетрін Ллевеллін                     |
| Ентоні Хопкінс   | Роберт Ллевеллін батько Кетрін       |
| Гоуп Девіс       | Клер Ллевеллін сестра Кетрін         |
| Джейк Джилленхол | Гарольд Доббс колишній учень Роберта |
| Гері Х'юстон     | професор Бероу                       |

## Знімальна група
- Режисер — Джон Медден
- Сценарист — Ребекка Томас
- Продюсер — Джессіка Колдуелл, Річард Нейстадтер, Алехандро Де Леон
- Композитор — Ерік Колвін